# Gongrong (sockenhuvudort i Kina, Heilongjiang Sheng, lat 47,17, long 126,85)
Gongrong (kinesiska: 共荣, 共荣乡) är en sockenhuvudort i Kina. Den ligger i provinsen Heilongjiang, i den nordöstra delen av landet, omkring 160 kilometer norr om provinshuvudstaden Harbin. Antalet invånare är 29 163. Befolkningen består av 14 395 kvinnor och 14 768 män. Barn under 15 år utgör 12,0 %, vuxna 15-64 år 80 %, och äldre över 65 år 6,0 %.
Runt Gongrong är det ganska tätbefolkat, med 199 invånare per kvadratkilometer. Närmaste större samhälle är Sanjing, 14,5 km öster om Gongrong. Trakten runt Gongrong består till största delen av jordbruksmark.
Genomsnittlig årsnederbörd är 913 millimeter. Den regnigaste månaden är juli, med i genomsnitt 286 mm nederbörd, och den torraste är januari, med 8 mm nederbörd.